# Giovanni Battista Savelli
Pour les articles homonymes, voir Savelli (homonymie).
Giovanni Battista Savelli, né vers 1422 à Rome, capitale de l'Italie, alors dans les États pontificaux, et décédé en septembre 1498 à Castel Gandolfo, est un cardinal italien. Il est de la famille du pape Honorius IV (1285-1287) et des cardinaux Bertrando Savelli (1216), Giacomo Savelli (1539), Silvio Savelli (1596), Giulio Savelli (1615), Fabrizio Savelli (1647), Paolo Savelli (1664) et Domenico Savelli (1853).

## Repères biographiques
Savelli est protonotaire apostolique et gouverneur de Bologne et de Marca. En 1471 il est créé  cardinal in pectore par le pape Paul II avec trois autres prélats, mais leur création n'est pas publiée et ils ne sont pas admis au conclave d'août 1471. Savelli est nommé légat en Pérouse et est créé cardinal par le pape Sixte IV lors du consistoire de 15 mai 1480. 
Dans le combat avec les Orsinis, il tombe en disgrâce auprès du pape Sixte IV et est accusé de trahison en janvier 1483. Il nie, mais il est emprisonné au château Saint-Ange avec le cardinal Giovanni Colonna, où il reste jusqu'en novembre 1483, quand son innocence est reconnue. En 1492 il est nommé évêque de Majorque, légat à Spolète et archiprêtre de la basilique Saint-Libère. 
Le cardinal Savelli participe au conclaves de 1484 (élection d'Innocent VIII) et de 1492 (élection d'Alexandre VI).